# Armand de Gontaut (évêque)
Armand de Gontaut est un prélat français appartenant à la branche de Biron de la famille de Gontaut, né vers 1462, et mort en  1531.

## Biographie
Armand de Gontaut est le fils de Gaston de Gontaud et de Catherine de Salignac. Il est le frère de Pons de Gontaut, baron de Biron.
Il succède à Pons de Salignac comme évêque de Sarlat en 1492. Il a été nommé par le roi alors que le chapitre de la cathédrale avait donné neuf voix à Bernard de Lodières, cinq voix à Gilles de la Tour et une voix à Guillaume d'Abzac de la Douze. Le choix d'Armand de Gontaut a été confirmé par Rome. Il a pris possession de son évêché le 23 février 1492 et prêté serment au roi le 20 mars. Après plusieurs procès, il a été confirmé par le parlement de Paris en 1498 et a été sacré à Limoges la même année. 
Après la fin de la guerre de Cent Ans, il a été un bâtisseur actif. Il a entrepris la reconstruction :
- de la cathédrale Saint-Sacerdos à partir de 1504, mais la cathédrale n'est pas terminée quand il a résilié son évêché. Les travaux ne sont pas poursuivis par ses successeurs car, en quittant son évêché, Armand de Gontaut s'est réservé, non seulement la collation des bénéfices, mais la plus grande partie de la mense épiscopale[2]. Les parties construites se dégradent. Elles sont considérées comme non réutilisables et doivent être démolies,
- de l'église d'Issigeac,
- d'une partie du château de Bannes.

Il a consacré l'église Sainte-Marie le 5 avril 1507.
Son frère Pons a entrepris la construction de la collégiale du château Biron. Armand de Gontaut a dû participer à l'élaboration de son décor. Le 8 avril 1515, le chanoines de l'église collégiale de Biron ont commencé à y célébrer la messe.
Armand de Gontaut a résilié son évêché de Sarlat en 1519 et a reçu le titre d'archevêque titulaire de Nazareth. À partir de cette date, il a surtout séjourné au château de Biron. 
Avec son frère Guy de Puybeton, archiprêtre de Monpazier, il a créé la bibliothèque du château de Biron. Ces deux prélats ont éduqué leur neveu, Jean de Gontaut, baron de Biron. C'est ce dernier qui a fait réaliser le tombeau d'Armand de Gontaut dans la collégiale de Biron.